# Adnan Čirgić
Adnan Čirgić (cyr. Аднан Чиргић; ur. 21 marca 1980 w Titogradzie) – czarnogórski językoznawca. Zajmuje się standaryzacją języka czarnogórskiego i dialektologią czarnogórską.

## Życiorys
Studiował język i literaturę serbską na Wydziale Filozoficznym Uniwersytetu Czarnogóry. Na tymże wydziale ukończył studia podyplomowe. W 2007 r. obronił rozprawę doktorską Govor podgoričkih muslimana – sinhrona i dijahrona perspektiva na Uniwersytecie Josipa Juraja Strossmayera w Osijeku.
Jego bibliografia obejmuje 15 książek oraz 150 artykułów naukowych. Sporządził pracę Pravopis crnogorskoga jezika i współtworzył opis Gramatika crnogorskoga jezika. Obecnie (2020) jest redaktorem czasopisma „Lingua Montenegrina”.

## Wybrana twórczość
- Jezički neprebol, Cetinje, 2007.
- Rječnik govora podgoričkih muslimana, Podgorica, 2007.
- Govor podgoričkih muslimana, Cetinje, 2007.
- Bio-bibliografija Vojislava P. Nikčevića s osvrtom na naučni doprinos (współautorstwo), Cetinje, 2009.
- Rječnik njeguškoga govora, Podgorica 2009.